# 麥肯廣告
麥肯廣告（英語：McCann Erickson）為國際性綜合性服務廣告代理商，成立於1902年，總部設於美國紐約，分公司遍及全球131個國家、191個城市、225個分公司，資源遍佈世界各地，擁有大量國際知名第一品牌客戶。

## 公司背景
1902 年， Alfred W. Erickson 成立；
1911 年， H.K. McCann 成立；
1930 年，兩家公司合併為麥肯廣告 McCann-Erickson（麥肯公司現在的全稱）

## 台灣麥肯
台灣麥肯之前身為聯中廣告，由聯廣公司及中國信託合資成立於1981年3月20日。 1987年由美國麥肯廣告集團投資，成為其在台分公司。目前共有員工110人，平均每人毛收入為220萬元，2006年的年度毛收入為新台幣26億4千萬元。2006年該公司的主要國際性客戶減少在台灣的廣告投資，故雖然增加光陽機車金牌125跟Cherry100等客戶，但毛收入還是下滑了10%。

## 中國麥肯
在中國的麦肯·光明广告有限公司則是由McCann-Erickson Worldwide公司與《光明日报》社於1991年底合资组建的广告公司，共分成北京、上海、广州、香港等四家分公司。麦肯中国的中方股东《光明日报》社，是中国中央级的报业集团。總社位於北京，該報已经有五十多年历史，屬於中共中央直属的报纸，其政治影响力仅次于《人民日报》。

## 香港麥肯
2015年1月，香港麥肯广告正式以公司的CEO兼首席創意總監-黃光銳先生（Spencer Wong）命名，由McCann Hong Kong更名為 McCann & Spencer，以認可及肯定他對公司的付出。

## 麥肯旗下子公司
- 麥肯廣告
- 優勢麥肯媒體公司
- MRM 客戶關係行銷
- MOM 活動行銷公司
- 萬博宣偉公關公司
- 麥肯醫療傳播公司
- Future Brand 企業品牌規劃公司

## 麥肯的客户
- 微軟（微軟全系列商品、X-BOX）
- 雀巢（雀巢全系列商品、克寧奶粉、向陽麥子、美祿）
- 嬌生（Acuvue、沙威隆）
- 台灣花王（潔艷）
- 好來化工（黑人牙膏）
- 萬事達卡
- JTI傑太日煙（Mild Seven、峰、Selam）
- 光陽機車（GP125、金牌125、Cherry100）
- Intel
- 台新銀行（2007年新客戶）
- 國泰港龍航空
- 国泰航空
- 瑞士信贷集團
- 索尼愛立信
- 深發展銀行
- 深圳欢乐谷